# 66ª Brigata meccanizzata "Principe Mstislav il Coraggioso"
La 66ª Brigata meccanizzata autonoma "Principe Mstislav il Coraggioso" (in ucraino 66-та окрема механізована бригада імені князя Мстислава Хороброго?, 66-ta okrema mechanizovana bryhada imeni knjazja Mstyslava Chorobroho, unità militare A7014) è un'unità di fanteria meccanizzata delle Forze terrestri ucraine con base a Oster.

## Storia
La brigata è stata creata sulla carta come parte del Corpo di Riserva dell'esercito ucraino fra il 2015 e il 2017. È stata poi mobilitata richiamando i riservisti in seguito all'inizio dell'invasione russa dell'Ucraina nel febbraio 2022, e conseguentemente trasferita fra le unità regolari il 18 aprile. È stata inizialmente schierata nell'oblast' di Donec'k, prendendo parte agli scontri presso Mar"ïnka. Qui il 3 agosto è stato ucciso in battaglia il comandante della brigata, colonnello Oleh Dehtjar'ov, il quale è stato insignito postumo dell'Ordine di Bogdan Chmel'nyc'kyj di II Classe pochi giorni dopo. Durante l'estate ha combattuto anche presso Novomychajlivka e Krasnohorivka. A ottobre l'unità ha partecipato alla seconda parte della controffensiva ucraina nella regione di Charkiv, combattendo in particolare durante la liberazione di Lyman. In seguito la brigata è rimasta schierata nella stessa sezione del fronte, operando in direzione della linea difensiva russa Kreminna-Svatove.
Il 12 dicembre 2022 ha ufficialmente ricevuto la bandiera di guerra da parte del comandante in capo dell'esercito Oleksandr Syrs'kyj. Sempre a dicembre il 69º Battaglione fucilieri, assegnato alla brigata, è stato distaccato ed impiegato durante la battaglia di Bachmut, venendo in seguito riassegnato alla 93ª Brigata meccanizzata. A giugno 2023 la brigata è stata costretta a cedere terreno e arretrare verso il fiume Oskol a causa degli attacchi condotti dalla 76ª Divisione d'assalto aereo russa. All'inizio di luglio ha respinto gli assalti della 15ª, 21ª e 30ª Brigata fucilieri motorizzata nell'area di Kovalivka. Successivamente è stata interessata, insieme alla 32ª Brigata meccanizzata, da attacchi sempre più importanti, venendo quindi rinforzata da elementi della 14ª Brigata meccanizzata e della 25ª Brigata aviotrasportata.
Il 28 luglio 2023 la brigata è stata ufficialmente intitolata a Mstislav Vladimirovič il Coraggioso, principe di Černihiv e Tmutarakan' all'inizio dell'XI secolo. A ottobre ha respinto un'offensiva condotta dalla 47ª Divisione corazzata russa nel settore di Kup"jans'k. L'8 dicembre 2023 è stata insignita dal presidente ucraino Zelens'kyj del titolo onorifico "Per il Valore e il Coraggio". Nel corso del 2024, insieme alla 77ª Brigata aeromobile ed altre unità ucraine, ha contribuito alla difesa del settore fra Svatove e Kreminna. All'inizio di novembre, operando insieme alla 60ª Brigata meccanizzata, ha inflitto diverse perdite al 283º Reggimento della 144ª Divisione fucilieri motorizzata durante un assalto in direzione di Terny.

## Struttura
- Comando di brigata[22]
- 1º Battaglione meccanizzato
- 2º Battaglione meccanizzato
- 3º Battaglione meccanizzato
- 1º Battaglione fucilieri (Vinnycja, unità militare A7085)[23]
- 402º Battaglione fucilieri (Kiev, unità militare A4823)[24]
- 178º Battaglione riserva (unità militare A4005)[25]
- Battaglione corazzato
- Battaglione sistemi senza pilota "Mara"
- Gruppo d'artiglieria
  - Batteria acquisizione obiettivi
  - Battaglione artiglieria campale (M101)
  - Battaglione artiglieria semovente (2S1 Gvozdika)
  - Battaglione artiglieria lanciarazzi (BM-21 Grad)
  - Battaglione artiglieria controcarri (MT-12 Rapira)
- Battaglione artiglieria missilistica contraerei (ZSU-23-4 Shilka)
- Battaglione genio
- Battaglione manutenzione
- Battaglione logistico
- Compagnia ricognizione
- Compagnia cecchini
- Compagnia guerra elettronica
- Compagnia comunicazioni
- Compagnia radar
- Compagnia difesa NBC
- Compagnia medica

## Simboli
Lo stemma della brigata raffigura una sciabola e una freccia d'argento incrociate su fondo verde, che rappresentano la formazione dell'unità nelle terre della Sotnja di Oster, entità amministrativa territoriale e militare dell'Etmanato cosacco, e simboleggiano l'eredità dell'esercito ucraino attraverso i secoli, dai cosacchi ai soldati moderni. Nella parte inferiore dello scudo si trovano due stelle a sei punte d'oro e d'argento sovrapposte, che indicano il numero della brigata.

## Comandanti
- Colonnello Oleh Dehtjar'ov (febbraio 2022 - agosto 2022) †[4]
- Colonnello Maksym Suprun (settembre 2022- agosto 2023)[26]
- Colonnello Jurij Dvors'kyj (agosto 2023 - dicembre 2024)[27]
- Tenente colonnello Rostyslav Sylivakin (dicembre 2024 - in carica)[28]